# Untouchable
Untouchable — to dwudziesty pierwszy singel zespołu Girls Aloud pochodzący z piątego studyjnego albumu "Out of Control", który wydany został 27 kwietnia 2009 roku.

## Informacje
"Untouchable" to najdłuższa piosenka a karierze zespołu. Jej albumowa wersja trwa niecałe 7 minut. Utwór pochodzi z albumu Out of Control i na singla został wybrany poprzez specjalnie do tego przygotowaną ankietę, która zamieszczona była na oficjalnej stronie zespołu. Po raz pierwszy piosenka została zaprezentowana w programie Dancing on Ice, 15 marca 2009 roku. Piosenka została pozytywnie przyjęta przez krytyków i ogłoszona Najlepiej zapowiadającym się singlem roku.

## Teledysk
Teledysk miał premierę 25 marca na kanale 4Music w Wielkiej Brytanii. Nagrywany był w studiu filmowym znajdującym się w zachodnim Londynie 18 marca 2009 roku. Prace nad klipem trwały 16 godzin. Teledysk przedstawia zespół w pięciu kulach lecących we wszechświecie. Z czasem gdy klip nabiera tempa na pokładzie każdej z kul wybucha pożar który powoduje ich spadek na Ziemię. Pod koniec teledysku ukazana jest scena gdy kule uderzają w środek miasta co prowadzi do katastrofy.

## Format
| #             | Utwór                                                                        | Czas |
| ------------- | ---------------------------------------------------------------------------- | ---- |
| CD: (UK)      |                                                                              |      |
| 1.            | "Untouchable" (Radio Mix)                                                    | 3:49 |
| 2.            | "It's Your Dynamite" (Girls Aloud)                                           | ?:?? |
| 7": (UK)      |                                                                              |      |
| 1.            | "Untouchable" (Radio Mix)                                                    | 3:49 |
| 2.            | "Love Is the Key" (Thriller Jill Mix) (Girls Aloud, Cooper, Higgins, Powell) | 4:17 |
| Digital: (UK) |                                                                              |      |
| 1.            | "Untouchable" (Radio Mix)                                                    | 3:49 |
| 2.            | "Untouchable" (Bimbo Jones Radio Edit)                                       | 3:46 |
| 3.            | "Untouchable" (Bimbo Jones Club Mix)1                                        | 6:04 |

## Występy
- Dancing on Ice - 15 marca 2009

## Listy Przebojów
| Lista (2009)             | Pozycja |
| ------------------------ | ------- |
| European Hot 100 Singles | 39      |
| Irish Singles Chart      | 19      |
| UK Singles Chart         | 11      |